# Hệ quy chiếu quán tính

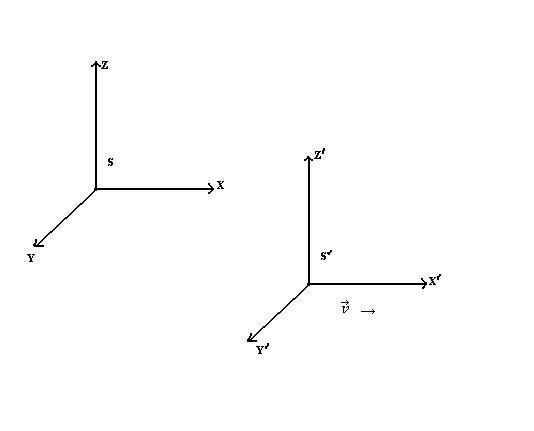
Hệ quy chiếu quán tính

Hệ quy chiếu quán tính trong vật lý cổ điển và thuyết tương đối hẹp sở hữu tính chất là trong hệ quy chiếu này, một vật không có lực ròng tác dụng lên nó sẽ không gia tốc; nghĩa là, một vật như vậy sẽ ở trạng thái nghỉ hoặc chuyển động với vận tốc không đổi. Hệ quy chiếu quán tính có thể được định nghĩa trong thuật ngữ của cơ học giải tích là hệ quy chiếu mô tả thời gian và không gian một cách đồng nhất, đẳng hướng và không phụ thuộc vào thời gian. Về mặt khái niệm, vật lý của một hệ thống trong một hệ thống quán tính không có nguyên nhân nào bên ngoài hệ thống. Hệ quy chiếu quán tính còn có thể được gọi là hệ quy chiếu Galile hay không gian quán tính.
Tất cả các hệ quy chiếu quán tính đều ở trạng thái chuyển động thẳng, không đổi đối với nhau; một gia tốc kế chuyển động cùng với bất kỳ thứ nào trong số chúng sẽ phát hiện gia tốc bằng không. Các phép đo trong một hệ thống quán tính có thể được chuyển đổi thành các phép đo trong một hệ thống khác bằng một phép biến đổi đơn giản (phép biến đổi Galilê trong vật lý Newton và phép biến đổi Lorentz trong thuyết tương đối hẹp). Trong thuyết tương đối rộng, trong bất kỳ vùng nào đủ nhỏ để độ cong của không thời gian và lực thủy triều  là không đáng kể, người ta có thể tìm thấy một tập hợp các hệ quy chiếu quán tính mô tả gần đúng vùng đó.
Trong hệ quy chiếu phi quán tính trong vật lý cổ điển và thuyết tương đối hẹp, vật lý của một hệ thay đổi tùy thuộc vào gia tốc của hệ đó so với hệ quán tính, và các lực vật lý thông thường phải được bổ sung bằng các lực hư cấu. Ngược lại, các hệ thống trong thuyết tương đối rộng không có nguyên nhân bên ngoài, bởi vì nguyên lý của chuyển động trắc địa. Trong vật lý cổ điển, ví dụ, một quả bóng rơi xuống đất không đi thẳng xuống chính xác vì Trái đất đang quay, có nghĩa là hệ quy chiếu của một người quan sát trên Trái đất không quán tính. Vật lý phải tính đến hiệu ứng Coriolis - trong trường hợp này được coi là một lực - để dự đoán chuyển động ngang. Một ví dụ khác về một lực hư cấu như vậy liên quan đến các hệ quy chiếu quay là hiệu ứng ly tâm hay còn gọi là lực ly tâm.

## Giới thiệu
Chuyển động của một vật chỉ có thể được mô tả so với một thứ khác — các vật thể khác, người quan sát hoặc một tập hợp các tọa độ không thời gian. Chúng được gọi là hệ quy chiếu. Nếu các tọa độ được chọn không tốt, quy luật chuyển động có thể phức tạp hơn mức cần thiết. Ví dụ, giả sử một vật thể tự do không có ngoại lực tác động lên nó đang ở trạng thái nghỉ ngay lập tức. Trong nhiều hệ tọa độ, nó sẽ bắt đầu chuyển động ngay sau đó, mặc dù không có lực tác động lên nó. Tuy nhiên, hệ quy chiếu luôn có thể được chọn trong đó hệ quy chiếu đứng yên. Tương tự, nếu không gian không được mô tả thống nhất hoặc thời gian một cách độc lập, một hệ tọa độ có thể mô tả chuyến bay đơn giản của một vật thể tự do trong không gian dưới dạng một đường zig-zag phức tạp trong hệ tọa độ của nó. Thật vậy, có thể đưa ra một tóm tắt trực quan về hệ quy chiếu quán tính: trong hệ quy chiếu quán tính, các định luật cơ học có dạng đơn giản nhất.
Trong một hệ thống quán tính, định luật đầu tiên của Newton, định luật quán tính, được thỏa mãn: Mọi chuyển động tự do đều có độ lớn và hướng không đổi. Định luật thứ hai của Newton cho một hạt có dạng:
- {\displaystyle \mathbf {F} =m\mathbf {a} \,}

với F là lực ròng (một vector), m là khối lượng của một hạt và một sự tăng tốc của hạt (cũng là một vector) mà sẽ được đo bởi một người quan sát đứng yên trong khung. Lực F là tổng vectơ của tất cả các lực "thực" lên hạt, chẳng hạn như điện từ, lực hấp dẫn, hạt nhân, v.v. Ngược lại, định luật thứ hai của Newton trong hệ quy chiếu quay, quay với tốc độ góc Ω quanh một trục, có dạng:
{\displaystyle \mathbf {F} '=m\mathbf {a} \,}
trông giống như trong một hệ thống quán tính, nhưng bây giờ lực F ′ là kết quả của không chỉ F mà còn là các số hạng bổ sung (đoạn sau phương trình này trình bày các điểm chính mà không có công thức toán học chi tiết):
{\displaystyle \mathbf {F} '=\mathbf {F} -2m\mathbf {\Omega } \times \mathbf {v} _{B}-m\mathbf {\Omega } \times (\mathbf {\Omega } \times \mathbf {x} _{B})-m{\frac {d\mathbf {\Omega } }{dt}}\times \mathbf {x} _{B}\,}
trong đó góc quay của hệ quy chiếu được biểu thị bằng vectơ Ω chỉ theo hướng của trục quay và có độ lớn bằng tốc độ góc quay Ω, ký hiệu × biểu thị tích chéo vectơ, vectơ x B định vị vật thể và vectơ v B là vận tốc của vật theo quan sát quay (khác với vận tốc mà quan sát viên quán tính).
Các số hạng phụ trong lực F ′ là lực "hư cấu" đối với hệ quy chiếu này, mà nguyên nhân của nó đến từ bên ngoài hệ trong hệ quy chiếu. Số hạng phụ đầu tiên là lực Coriolis, lực ly tâm thứ hai, và lực thứ ba là lực Euler. Tất cả các thuật ngữ này đều có các đặc tính sau: chúng biến mất khi Ω = 0; nghĩa là, chúng bằng 0 đối với một khung quán tính (tất nhiên là không quay); chúng có độ lớn và hướng khác nhau trong mọi hệ quy chiếu quay, phụ thuộc vào giá trị cụ thể của Ω; chúng có mặt ở khắp nơi trong hệ quy chiếu quay (ảnh hưởng đến mọi hạt, bất kể hoàn cảnh nào); và chúng không có nguồn rõ ràng trong các nguồn vật chất có thể xác định được, cụ thể là vật chất. Ngoài ra, các lực hư cấu không giảm theo khoảng cách (không giống như lực hạt nhân hoặc lực điện). Ví dụ, lực ly tâm xuất hiện từ trục quay trong một hệ quy chiếu quay tăng theo khoảng cách từ trục.
Tất cả các nhà quan sát đều đồng ý về các lực lượng thực, F; chỉ những người quan sát phi quán tính mới cần những lực hư cấu. Các định luật vật lý trong hệ thống quán tính đơn giản hơn vì không xuất hiện các lực không cần thiết.
Vào thời Newton, các ngôi sao cố định được gọi là hệ quy chiếu, được cho là ở trạng thái nghỉ so với không gian tuyệt đối. Trong các hệ quy chiếu ở trạng thái nghỉ đối với các ngôi sao cố định hoặc trong phép tịnh tiến đồng đều so với các ngôi sao này, định luật chuyển động của Newton được cho là đúng. Ngược lại, trong các khung tăng tốc liên quan đến các ngôi sao cố định, một trường hợp quan trọng là các khung quay so với các ngôi sao cố định, các quy luật chuyển động không giữ ở dạng đơn giản nhất của chúng, mà phải được bổ sung bằng cách bổ sung các lực hư cấu, vì ví dụ, lực Coriolis và lực ly tâm. Hai thí nghiệm được Newton nghĩ ra để chứng minh cách phát hiện ra những lực này, qua đó tiết lộ cho người quan sát rằng chúng không nằm trong một hệ thống quán tính: ví dụ về lực căng của sợi dây liên kết hai quả cầu quay quanh trọng tâm của chúng, và ví dụ của độ cong của mặt nước trong một thùng quay. Trong cả hai trường hợp, việc áp dụng định luật thứ hai của Newton sẽ không hiệu quả đối với người quan sát đang quay nếu không viện dẫn lực ly tâm và lực Coriolis để tính toán cho quan sát của họ (lực căng trong trường hợp quả cầu; mặt nước hình parabol trong trường hợp thùng quay).
Như chúng ta bây giờ đã biết, các ngôi sao cố định không cố định. Những vật thể cư trú trong Dải Ngân hà quay cùng thiên hà, thể hiện những chuyển động thích hợp. Những tinh vân bên ngoài thiên hà của chúng ta (chẳng hạn như tinh vân từng bị nhầm là sao) cũng tham gia vào chuyển động của chính chúng, một phần do sự giãn nở của vũ trụ, và một phần là do vận tốc đặc biệt. Thiên hà Andromeda đang va chạm với Dải Ngân hà với tốc độ 117 km/s. Khái niệm về hệ quy chiếu quán tính không còn ràng buộc với các ngôi sao cố định hay với không gian tuyệt đối. Đúng hơn, việc xác định một hệ quy chiếu quán tính dựa trên sự đơn giản của các định luật vật lý trong hệ. Đặc biệt, việc không có lực lượng hư cấu là tính chất nhận dạng của các hệ này.
Trong thực tế, mặc dù không phải là một yêu cầu bắt buộc, nhưng việc sử dụng hệ quy chiếu dựa trên các ngôi sao cố định như thể nó là một hệ quy chiếu quán tính tạo ra rất ít sự khác biệt. Ví dụ, gia tốc ly tâm của Trái đất do quay quanh Mặt Trời lớn hơn khoảng ba mươi triệu lần gia tốc dịch chuyển của Mặt Trời về tâm thiên hà.
Để minh họa thêm, hãy xem xét câu hỏi: "Vũ trụ của chúng ta có xoay không?" Để trả lời, chúng ta có thể cố gắng giải thích hình dạng của Ngân Hà bằng cách sử dụng các định luật vật lý, mặc dù các quan sát khác có thể chắc chắn hơn, nghĩa là cung cấp độ chênh lệch lớn hơn hoặc ít độ không đảm bảo đo hơn, như dị hướng của nền vi sóng phóng xạ hoặc tổng hợp hạt nhân Big Bang. Độ phẳng của Dải Ngân hà phụ thuộc vào tốc độ quay của nó trong hệ quy chiếu quán tính. Nếu chúng ta quy tốc độ quay biểu kiến của nó hoàn toàn là quay trong một khung quán tính, thì một "độ phẳng" khác được dự đoán so với nếu chúng ta cho rằng một phần của chuyển động quay này thực sự là do chuyển động quay của vũ trụ và không nên bao gồm chuyển động quay của thiên hà chinh no. Dựa trên các định luật vật lý, một mô hình được thiết lập trong đó một tham số là tốc độ quay của Vũ trụ. Nếu các định luật vật lý đồng ý chính xác hơn với các quan sát trong một mô hình có quay hơn là không có nó, chúng tôi có xu hướng chọn giá trị phù hợp nhất cho quay, tùy thuộc vào tất cả các quan sát thực nghiệm thích hợp khác. Nếu không có giá trị nào của tham số quay là thành công và lý thuyết không nằm trong sai số quan sát, thì việc sửa đổi quy luật vật lý được coi là, ví dụ, vật chất tối được sử dụng để giải thích đường cong quay của thiên hà. Cho đến nay, các quan sát cho thấy bất kỳ vòng quay nào của vũ trụ đều rất chậm, không nhanh hơn một lần sau mỗi 60·1012 năm (10−13 rad / yr), và cuộc tranh luận vẫn tồn tại về việc liệu có bất kỳ vòng quay nào hay không. Tuy nhiên, nếu sự quay được tìm thấy, việc giải thích các quan sát trong một hệ quy chiếu gắn với vũ trụ sẽ phải được điều chỉnh cho các lực hư cấu vốn có trong sự quay như vậy trong vật lý cổ điển và thuyết tương đối hẹp, hoặc được hiểu là độ cong của không thời gian và chuyển động của vật chất dọc theo trắc địa trong thuyết tương đối rộng.